# Nikházi Márk
Nikházi Márk (Mosonmagyaróvár, 1989. február 2. –) volt magyar labdarúgó, posztját tekintve középpályás, jelenleg pedig a Dorogi FC vezetőedzője.

## Pályafutása
Az MTK Budapest FC csapatában kezdte profi pályafutását, először NB I-es mérkőzésen 2008. október 25-én lépett pályára a Szombathelyi Haladás elleni 0–0 alkalmával, csereként tíz percet kapott. Ezt a fellépést még 3 követte a szezonban, a pályán töltött 133 perce alatt gólt nem szerzett. A Ligakupában 8 mérkőzésen 3 gólt szerzett, míg a Magyarkupában egyszer játszott. A másodosztályú MTK II-ben 18 bajnokin 2 gólt szerzett.
A következő szezonban szintén szóhoz jutott az MTK mindkét csapatában. Az első osztályban 7 mérkőzésen 0, míg a másodosztályban 21 mérkőzésen 13 gólt jegyzett. A Ligakupában 5 mérkőzésen 1 gólt szerzett, míg a Magyar kupában négyszer játszott.
2009-ben tagja volt az Összefogás Napja alkalmából megrendezett teremtornán győztes MTK csapatának. 2013-ban lejárt a szerződése, így ingyen igazolt a Diósgyőri VTK csapatához, ahol több játéklehetőséghez jutott. Első gólját a miskolci klub színeiben a Honvéd elleni 2–0-s hazai győzelem alkalmával szerezte a bajnokság 8. fordulójában. Első fél évében négy gólt és ugyanennyi gólpasszt jegyzett, a tavaszi szezonban pedig döntőbe jutott a kupában és megnyerte a ligakupa-sorozatot csapatával. A következő szezont az újonc Dunaújváros PASE csapatánál töltötte,  27 bajnokin hat gólt szerzett, a dunaújvárosiak azonban így is kiestek az NB I-ből. Bár a 2015-16-os idényben visszatért a DVTK-hoz, ahol kartörése miatt több hetet ki kellett hagynia, 16 bajnokin így is pályára lépett, klubja pedig szerződést hosszabbított vele. Horváth Ferenc a 2016–2017-es idény első felében is számított rá, tizenkét bajnokin kapott lehetőséget, 2017 januárjában azonban családi okokra hivatkozva a távozás mellett döntött és visszaigazolt nevelőegyüttesébe, az MTK-ba.  
2017 nyarán a Paksi FC-hez írt alá három évre. 2019 januárjában felbontották a szerződését. 2019. február 1-jén a harmadosztályú III. Kerületi TVE szerződtette. Egy év elteltével a másodosztályú BFC Siófok szerződtette.

### A válogatottban
Beválogatták a Magyar U17-es labdarúgó-válogatottba.
A Magyar U19-es válogatottban játszott a csehországi U19-es labdarúgó Európa-bajnokságon, ahol a bronzérmet szerezték meg.
A felnőtt válogatottban nem szerepelt.

## Sikerei, díjai
Diósgyőri VTK
- Magyar ligakupa győztes (2014)
- Magyar Kupa döntős (2014)